# Gene Forrest
Gene Forrest (eigentlich Forest Gene Wilson, * 3. September 1931 in San Antonio; † 24. Juli 2003 in Las Vegas) war ein US-amerikanischer Musiker (Gesang, Piano) und Songwriter, der vor allem im Doo Wop und im Rhythm & Blues hervorgetreten ist.

## Leben
Forrest, der zunächst in Harlem aufwuchs, zog Anfang der 1940er-Jahre mit seiner Familie nach Los Angeles. Als Jugendlicher lernte er Klavierspiel, bevor er Hawaiigitarre spielte. Er gründete die Doo-Wop-Formation Gene Forrest & The Four Feathers, mit der er in Nachtclubs der Stadt auftrat; seine erste Single spielte er 1951 für das Label RPM ein. 1952 entstanden drei weitere Singles für John Dolphins Label Recorded in Hollywood; der Titel „Thrill Your Soul“ verkaufte sich gut. 1954 bildete er mit Eunice Levy (eigentlich Eunice Hazel Russ), die er bei einem Gesangswettbewerb kennenlernte, das Duo Gene & Eunice, das bis 1962 eine Reihe von Singles u. a. für Combo und Aladdin aufnahm. Dem Duo, das die meisten Songs zusammen schrieb, gelangen mehrere Hits in den amerikanischen Pop- bzw. R&B-Charts wie Ko Ko Mo (I Love You So) (einem der frühesten Rock-’n’-Roll-Songs, u. a. gecovert von Perry Como) und This Is My Story, begleitet von der Studioband von Johnny Otis. In Jamaica kam Poco Loco (1959) in die Charts. Die Singles erschienen auf mehreren Kompilationen beim Label Score und in Europa bei Vogue. Das Duo trat noch bis in die 1990er-Jahre zusammen auf. Ihre Titel wurden auch von The Flamingos, Dobby Dobson, Mickey & Sylvia, The Four Lovers, The Crew Cuts und George Faith interpretiert.
In seinen späteren Jahren arbeitete Forrest bei Hughes Aircraft. Er starb 2003 an Nierenversagen.

## Singles

### Soloaufnahmen
| Titel, A-Seite        | Titel, B-Seite     | Label, Nummer             | VÖ   | Anmerkungen                         |
| --------------------- | ------------------ | ------------------------- | ---- | ----------------------------------- |
| Everybody's Got Money | It Was You         | Recorded in Hollywood 172 | 1951 | mit dem Eddie Beale Fourtette       |
| Thrill Your Soul      | Hollywood Bound    | Recorded in Hollywood 190 | 1952 | mit dem Freddie Simons Quintette    |
| Picture on the Wall   | Little Children    | Recorded in Hollywood 226 | 1952 |                                     |
| Aching and Crying     | I Want To Hold You | RPM 276                   | 1952 |                                     |
| Dubio                 | Wiggle             | Aladdin                   | 1954 | Gene Forrest and the Four Feathers: |

### Duoaufnahmen mit Eunice Levy
| Titel, A-Seite            | Titel, B-Seite                        | Label, Nummer              | VÖ   | Anmerkungen                              |
| ------------------------- | ------------------------------------- | -------------------------- | ---- | ---------------------------------------- |
| Ko Ko Mo                  | You and Me                            | Combo 64 bzw. Aladdin 3276 | 1955 |                                          |
| This Is My Story          | Move It Over, Baby                    | Aladdin 3282               | 1955 |                                          |
| Flim Flam                 | Can We Forget It                      | Aladdin 3292               | 1955 |                                          |
| I Gotta Go Home           | Have You Changed Your Mind            | Aladdin 3305               | 1956 |                                          |
| I'll Never Believe in You | Hootchie Kootchie                     | Aladdin 3315               | 1956 |                                          |
| Let's Get Together        | I'm So In Love With You               | Aladdin 3321               | 1956 |                                          |
| Bom Bom Lulu              | Hi Diddle Diddle                      | Aladdin 3351               | 1956 |                                          |
| Strange World             | The Vow                               | Aladdin 3374               | 1956 | mit Ray Ellis Orchestra                  |
| Don't Treat Me This Way   | Doodle Doodle Do                      | Aladdin 3376               | 1957 |                                          |
| The Angels Gave You to Me | I Mean Love                           | Aladdin 3414               | 1957 | mit Earl Palmer, Plas Johnson, René Hall |
| Poco-Loco                 | Go On Kokomo                          | Case 1001                  | 1959 |                                          |
| Ah AH                     | You Think I'm Not Thinking            | Case 1002                  | 1959 |                                          |
| Without Love              | You Drive Me Buggy                    | Case 1005                  | 1960 |                                          |
| Sugar Babe                | Let's Play the Game                   | Case 1007                  | 1960 |                                          |
| Hully Gully/Beatnik       | You Think I'm Not Thinnking/Poco Loco | EP, Case 100               | 1960 |                                          |
| Got a Right to Know       | Ever Lovin Baby                       | Lilly Records 330/331      | 1962 |                                          |
| Soul Loving               | Walking Away                          | Cenco 113                  | 1967 |                                          |